# اوژن بورنوف

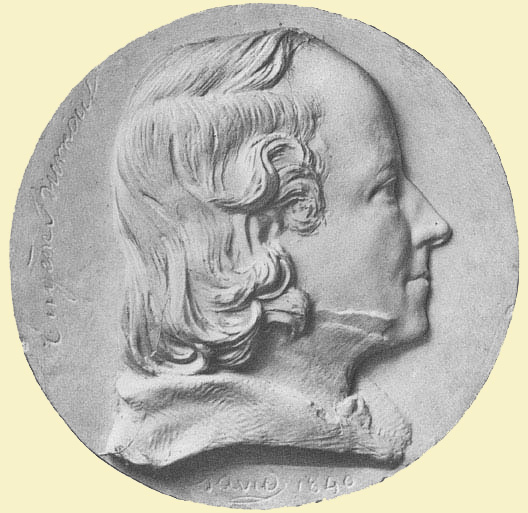
اوژن بورنوف

اوژن بورنوف (به فرانسوی: Eugène Burnouf) (زادهٔ ۸ آوریل۱۸۰۱ - مرگ ۲۸ می ۱۸۵۲) محقق و خاورشناس برجستهٔ فرانسوی بود. اوژن بورنوف سهم برجسته‌ای در خوانده شدن خط میخی مورد استفاده در نگارش پارسی باستان داشت. بورنوف متون سانسکریت گات‌ها را به فرانسه ترجمه و منتشر کرده‌است. از روزی که بورنوف هات اول یسنا را با یادداشت‌های فراوان در سال ۱۸۳۸ و هات نهم یسنا را در سال های ۱۸۴۰ تا ۱۸۴۶ میلادی انتشار داد، اوستاشناسی پایهٔ علمی گرفت. در همان زمان دانشمند آلمانی بوپ نیز به سنجش زبان‌های هندواروپایی پرداخت و پیوستگی زبان‌های آریایی هند و ایران به همدیگر هویداتر شد. از مهمترین آثار او کتاب تعلیقات یسنا است. اثر دیگرش مدخل تاریخ آئین هندی بودا نام دارد.